# 艾里西湖镇
艾里西湖镇，是中华人民共和国新疆维吾尔自治区喀什地区莎车县下辖的一个乡镇级行政单位。

## 行政区划
艾里西湖镇下辖以下地区：
库木阔勒村、托格拉克栏杆村、吐格曼贝希村、库尔干村、乌塘村、喀拉巴格村、墩艾日克村、奥依巴格村、其兰格尔村、巴扎村、喀木尕克力克村、拜什库都克村、尤鲁其兰干村、亚力古孜塔力村、亚克塔木村、提热克兰干村、其格勒克艾日克村、诺库特勒克吐格曼村、库木鲁克村、恰热巴格村、诺其巴扎村、诺其库木村、其格勒克布隆村、苏盖提艾日克村、克孜勒塔木村和阿克栏杆村。